# Hebecnema nigra
Hebecnema nigra är en tvåvingeart som först beskrevs av Robineau-desvoidy 1830.  Hebecnema nigra ingår i släktet Hebecnema och familjen husflugor. Arten är reproducerande i Sverige. Inga underarter finns listade i Catalogue of Life.